# Зелёная Поляна (Абзелиловский район)
Зелёная Поляна (баш. Йәшел Ялан) — деревня в Абзелиловском районе Республики Башкортостан. Входит в Ташбулатовский сельсовет.

## География
Расположена на западном берегу озера Банного (Яктыкуль, Маузды), в 5,5 км к юго-западу от центра сельсовета села Ташбулатова, в 30 км к северу от районного центра села Аскарова, в 215 км к юго-востоку от столицы республики города Уфы и в 32 км к северо-западу от города Магнитогорска.
Через деревню проходит местная дорога от региональная автодороги 80К-026 Стерлитамак — Белорецк — Магнитогорск со стороны Ташбулатова, продолжающаяся на юг как региональная автодорога 80К-019 Озёрное отделение совхоза «Красная Башкирия» — Кусимовский рудник.
Ближайшая железнодорожная станция Ташбулатово на линии Карламан — Магнитогорск, известной как Башкирский БАМ, находится в 13 км к северо-востоку в деревне Улянды.

## Описание
Деревня основана в конце 1930‑х годах в связи с разработкой месторождения марганцевых руд. Зарегистрирована как населённый пункт в 1994 году, до этого население учитывалось в составе села Кусимовского Рудника.
Банное озеро — популярная курортно-туристическая территория с горнолыжным центром, санаториями и домами отдыха.
В окрестностях села расположен комплекс археологических памятников «Банное».
В границах населённого пункта располагается горнолыжный центр «Металлург-Магнитогорск» ПАО «Магнитогорский металлургический комбинат».

## История
С 2005 года современный статус.
Статус деревни, сельского населённого пункта, посёлок получил согласно Закону Республики Башкортостан от 20 июля 2005 года № 211-з «О внесении изменений в административно-территориальное устройство Республики Башкортостан в связи с образованием, объединением, упразднением и изменением статуса населённых пунктов, переносом административных центров», ст.1:

6. Изменить статус следующих населённых пунктов, установив тип поселения — деревня:
1) в Абзелиловском районе:…

г) посёлка Зелёная Поляна Кусимовского сельсовета
После упразднения Кусимовского сельсовета деревня включена в состав Ташбулатовского сельсовета (Закон Республики Башкортостан от 19.11.2008 N 49-з «Об изменениях в административно-территориальном устройстве Республики Башкортостан в связи с объединением отдельных сельсоветов и передачей населённых пунктов»).

## Население
| 2002 | 2009 | 2010 |
| ---- | ---- | ---- |
| 155  | ↘102 | ↗136 |

Национальный состав
Согласно переписи 2002 года, преобладающие национальности: башкиры (57 %) и русские (37 %)

## Религия
В деревне есть православная часовня.

## Достопримечательности
Озеро Яктыкуль - памятник природы. Санаторий «Юбилейный».